# Tardiora sunt remedia quam mala
 Tardiora sunt remedia quam mala лат. (изговор: тардиора сунт ремедија квам мала). Спорији су лијекови него зло. (Тацит)

## Поријекло изреке
Изрека се приписује  римском бесједнику,  правнику , сенатору   и једном од највећих римских историчара Тациту.  (први вијек нове ере).

## Тумачење
Зла су бржа и увијек већа од лијекова који их морају видати.(Земљотрес, рат, болест...)